# Korg

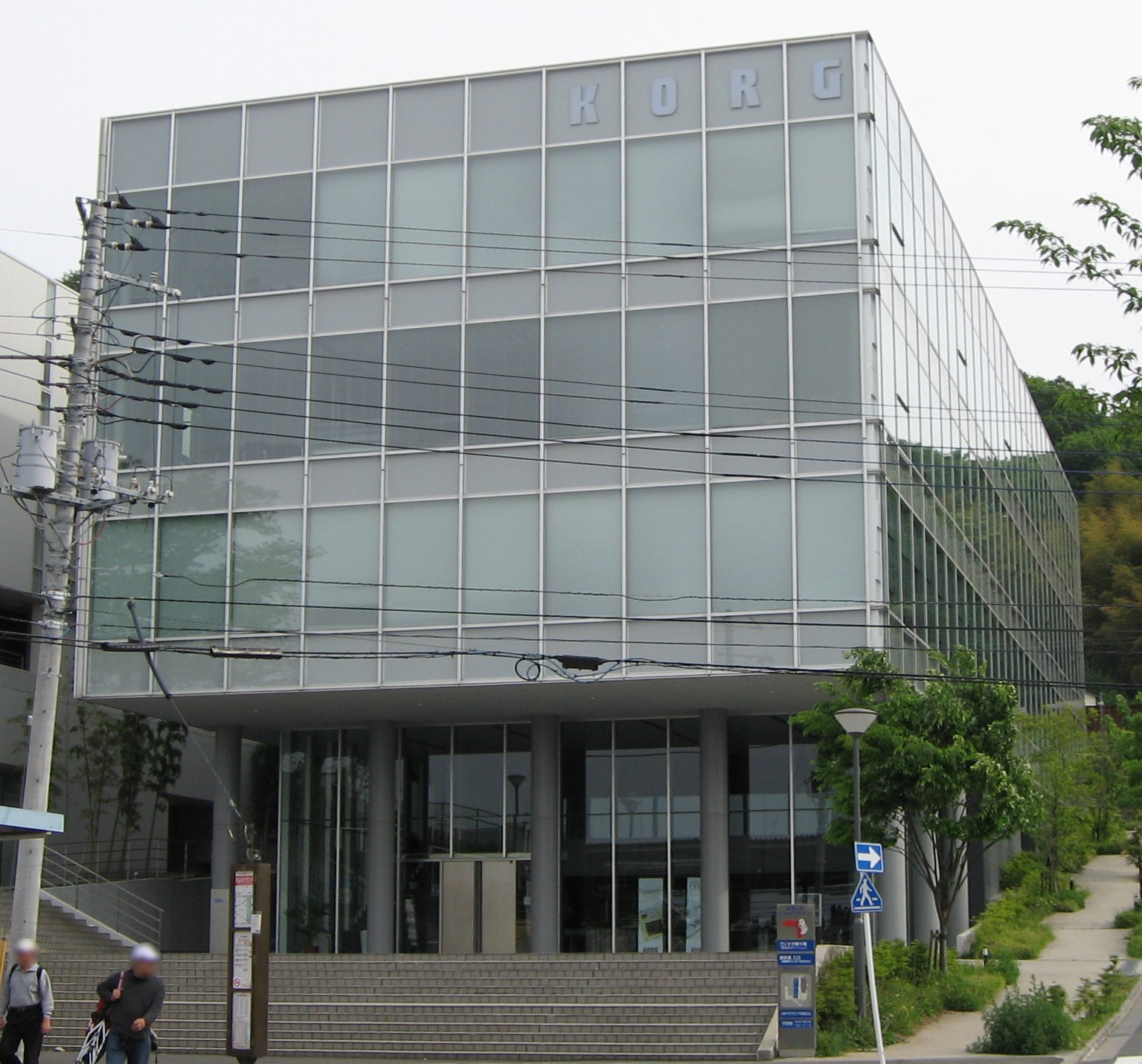
Siedziba przedsiębiorstwa

Korg Inc. (jap. 株式会社コルグ Kabushiki-gaisha Korugu) – japoński producent elektronicznych instrumentów muzycznych.

## Historia
Firma została założona 28 sierpnia 1963 roku przez Tsutomu Katoh i Tadashiego Osanai pod nazwą Keio Electronic Laboratories z powodu usytuowania pierwszych biur firmy, niedaleko linii kolejowej „Keio” w Tokio. Pierwszym produktem była wypuszczona na rynek w 1963 r. elektromechaniczna maszyna perkusyjna, oznaczona jako Donca-Matic DA-20. W 1967 r. zaczęto produkować instrumenty klawiszowe, zaś pierwszym modelem, jednocześnie sygnowanym marką Korg, były organy (nazwa Korg to połączenie nazw Keio i Organ). Do następnego znaczącego kroku w rozwoju, należało opracowanie projektu pierwszego syntezatora wypuszczonego przez firmę, który został przedstawiony w 1973 roku, monofoniczny model Mini-Korg 700. Sukces rynkowy spowodował wydanie kolejnych modeli w latach 70. i 80.

## Korg obecnie

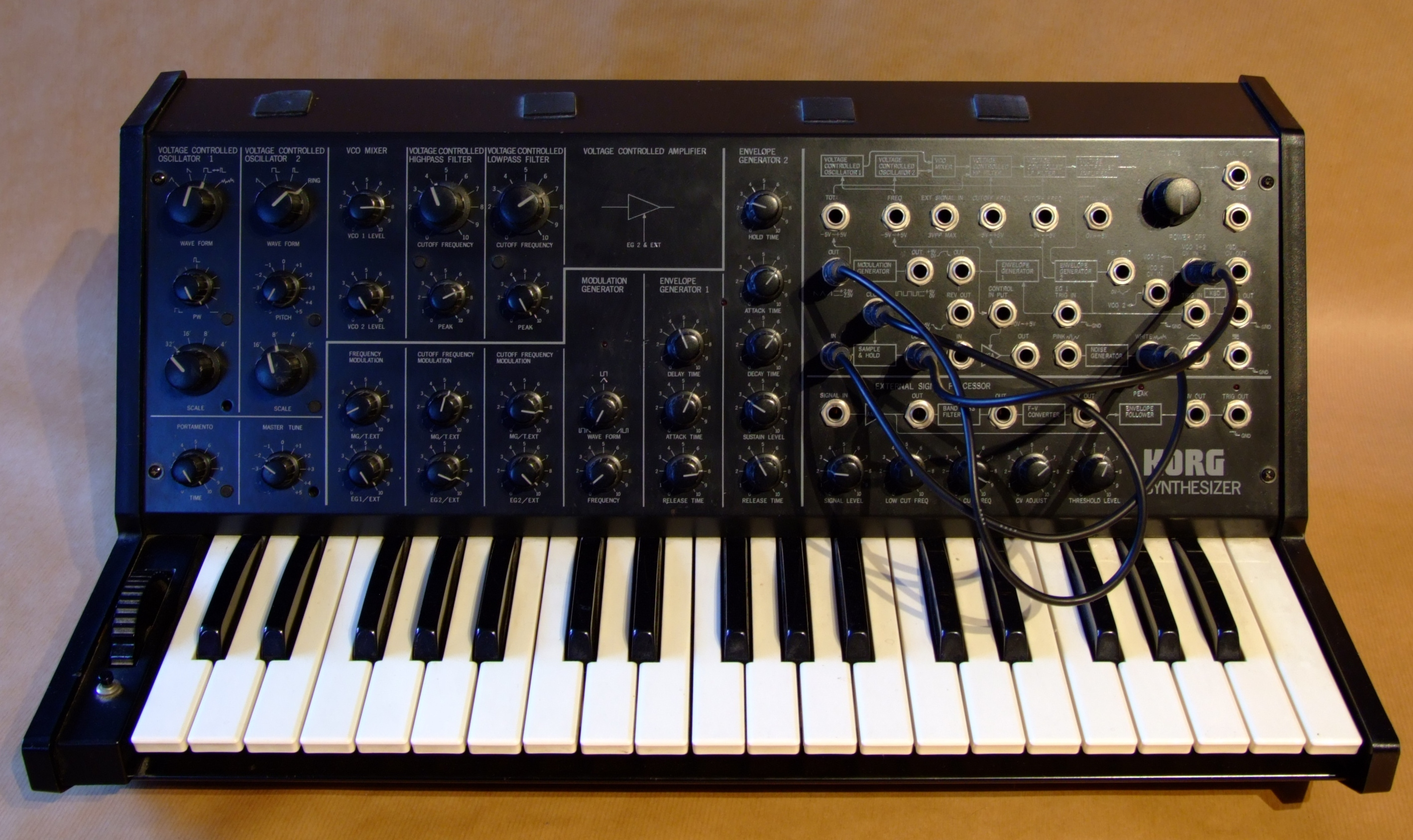
Korg MS-20

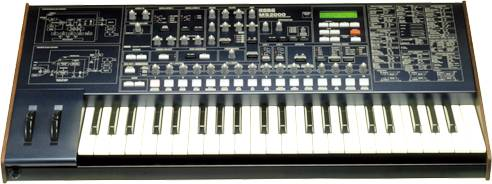
Korg MS-2000B

Korg przez całą działalność wyznaczał ścieżki, jakimi podążać miał rozwój instrumentów elektronicznych. Stanowił przez to silną konkurencję dla pozostałych potentatów.
Do asortymentu oferowanego przez przedsiębiorstwo, należą:
- Efekty gitarowe
- Groove Boxy
- Kontrolery MIDI
- Oprogramowanie
- Organy cyfrowe
- Pianina cyfrowe
- Urządzenia do nagrywania dźwięku
- Keyboardy
- Syntezatory
- Tunery
- Miksery audio

## Wybrane produkty w porządku chronologicznym

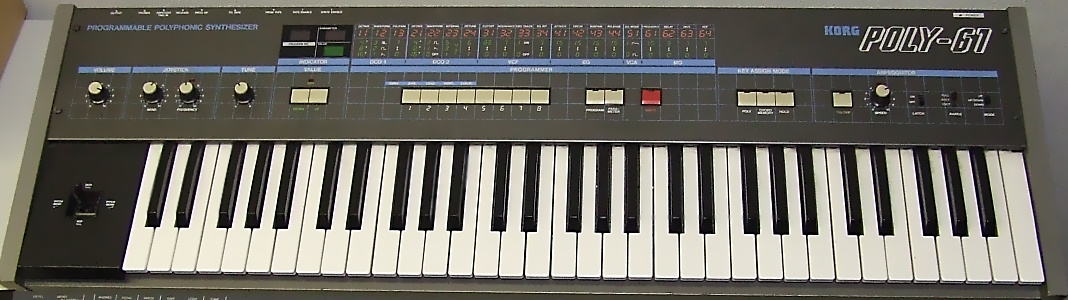
Korg Poly-61

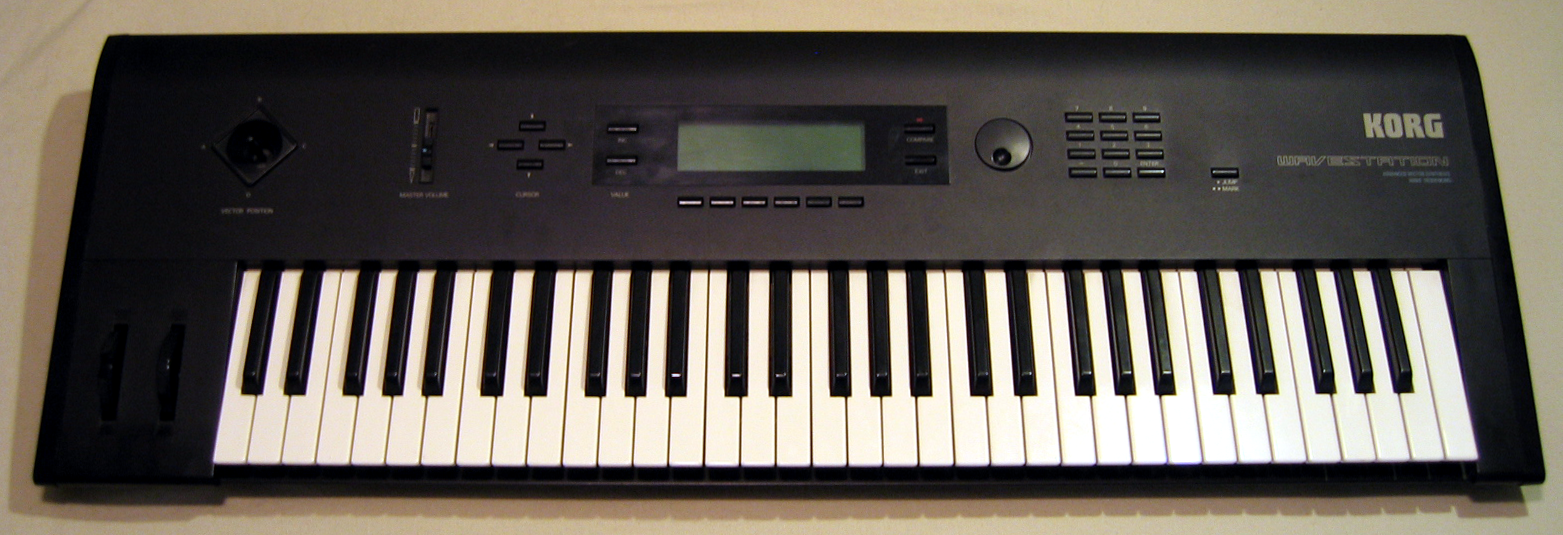
Korg Wavestation

- 1975 – Korg WT-10: pierwszy na świecie podręczny stroik elektroniczny
- 1973 – Korg Mini-Korg 700: pierwszy syntezator wyprodukowany przez firmę
- 1978 – Korg MS-10: semi-modularny syntezator analogowy
- 1979 – KORG VC-10 Vocoder
- 1979 – Korg MS-20: ulepszona wersja modelu MS-10
- 1980 – Korg Mono/Poly
- 1981 – Korg Polysix
- 1983 – Korg Poly-61
- 1983 – Korg Poly-800
- 1983 – Korg SAS-20: pierwszy na świecie syntezator z zaawansowanym automatycznym akompaniamentem
- 1986 – Korg DS-8: pierwszy syntezator fm wyprodukowany przez Korg
- 1986 – Korg DSS-1: pierwszy sampler klawiszowy wyprodukowany przez Korg
- 1988 – Korg M1: pierwsza muzyczna stacja robocza: rozbudowany syntezator cyfrowy wraz z sekwenserem
- 1990 – Korg Wavestation: nowatorski syntezator wektorowo-sekwencyjny
- 1991 – Korg 01/W: kolejna stacja robocza, następca M1
- 1993 – Korg x3: syntezator
- 1996 – Korg Prophecy
- 1996 – Korg Trinity zapoczątkowała serię najpopularniejszych na świecie stacji roboczych
- 1999 – Korg Triton: jedna z bardziej popularnych obecnie muzycznych stacji roboczych na świecie
- 2000 – Korg MS-2000
- 2001 – Korg KARMA: pierwszy na świecie aranżer nowej generacji z generowanym algorytmicznie automatycznym akompaniamentem
- 2002 – Korg microKorg
- 2004 – Korg Legacy Collection
- 2006 – Korg Radias: syntezator VA z technologią MMT i vocoderem
- 2005 – Korg OASYS: rozbudowana stacja robocza
- 2007 – Korg M3: stacja robocza 3. generacji, następca legendarnego M1, zawiera wiele technologii i rozwiązań z modelu OASYS
- 2007 – Korg R3
- 2008 – Korg DS-10: wirtualny syntezator analogowy przeznaczony do konsoli Nintendo DS
- 2010 – Korg Monotron: miniaturowy wstęgowy syntezator analogowy zbudowany na bazie Korga MS-20 przez firmę Korg
- 2011 – Korg Kronos: potężna stacja robocza z 9 syntezatorami i dyskiem SSD o pojemności 30 GB
- 2013 – Korg KingKorg: syntezator z technologią XMT i 16-głosowym vocoderem
- 2018 – Korg Prologue: syntezator analogowy połączony z silnikiem cyfrowym - dwa oscylatory analogowe oraz dodatkowy oscylator w postaci Multi Engine[2]